# جيمس إس. غولدن
جيمس إس. غولدن (بالإنجليزية: James S. Golden)‏ هو محامي وسياسي أمريكي، ولد في 20 سبتمبر 1891 في باربورفيل في الولايات المتحدة، وتوفي في 6 سبتمبر 1971 في بينيفيلي في الولايات المتحدة. حزبياً، نشط في الحزب الجمهوري. وقد انتخب مندوب ‏ المؤتمر الوطني الجمهوري ‏ ( – 1952) وانتخب مدعٍ عام لمقاطعة ‏ (1918 – 1922) وانتخب عضو مجلس النواب الأمريكي.